# Плодовское сельское поселение (Ленинградская область)
Плодовское се́льское поселе́ние — муниципальное образование в составе Приозерского района Ленинградской области.
Административный центр — посёлок Плодовое.

## Географическое положение
Поселение расположено в центральной части района. 
По территории поселения проходят автомобильные дороги:
- А121 «Сортавала» (Санкт-Петербург — Сортавала — автомобильная дорога Р-21 «Кола»)
- 41К-154 (Торфяное — Заостровье)
- 41К-156 (Мельничные Ручьи — Приладожское)
- 41К-258 (подъезд к д. Соловьёвка)
- 41К-259 (Коммунары — Малая Горка)

Расстояние от административного центра поселения до районного центра — 25 км.
По территории поселения проходит железная дорога Санкт-Петербург — Хийтола (ж/д станция Отрадное), находятся озера Отрадное и Комсомольское.

## История
24 ноября 1944 года Пюхяярвский сельсовет вместе с другими сельсоветами Кексгольмского района был передан из Карело-Финской ССР в Ленинградскую область.
1 октября 1948 года сельсовет был переименован в Отрадненский.
В начале 1970-х годов центр Отрадненского сельсовета был перенесён из посёлка при станции Отрадное в посёлок Плодовое.
18 января 1994 года постановлением главы администрации Ленинградской области № 10 «Об изменениях административно-территориального устройства районов Ленинградской области» Отрадненский сельсовет, также как и все другие сельсоветы области, преобразован в Отрадненскую волость.
1 января 2006 года в соответствии с областным законом № 50-оз от 1 сентября 2004 года «Об установлении границ и наделении соответствующим статусом муниципального образования Приозерский муниципальный район и муниципальных образований в его составе» образовано Плодовское сельское поселение, в которое вошла территория бывшей Отрадненской волости.

## Население
| 2006  | 2010  | 2011  | 2012  | 2013  | 2014  | 2015  |
| ----- | ----- | ----- | ----- | ----- | ----- | ----- |
| 2200  | ↗2589 | ↗2598 | ↗2645 | ↗2709 | ↗2723 | ↗2758 |
| 2016  | 2017  | 2018  | 2019  | 2020  | 2021  | 2023  |
| ↗2794 | ↗2800 | ↘2765 | ↘2723 | ↘2677 | ↗2743 | ↘2720 |
| 2024  | 2025  |       |       |       |       |       |
| ↗2744 | ↘2732 |       |       |       |       |       |

## Состав сельского поселения
В состав поселения входят 12 населённых пунктов:
| №  | Населённый пункт | Тип населённого пункта          | Население    |
| -- | ---------------- | ------------------------------- | ------------ |
| 1  | Веснино          | посёлок                         | ↗98 (2017)   |
| 2  | Красное          | посёлок                         | ↘5 (2017)    |
| 3  | Кутузовское      | посёлок                         | ↘28 (2017)   |
| 4  | Малая Горка      | посёлок                         | ↗15 (2017)   |
| 5  | Мельничные Ручьи | посёлок                         | →32 (2017)   |
| 6  | Отрадное         | посёлок железнодорожной станции | ↘62 (2017)   |
| 7  | Плодовое         | посёлок, административный центр | ↗1723 (2017) |
| 8  | Солнечное        | посёлок                         | ↘131 (2017)  |
| 9  | Соловьёвка       | посёлок                         | ↗237 (2017)  |
| 10 | Тракторное       | посёлок                         | ↗381 (2017)  |
| 11 | Уральское        | посёлок                         | ↗33 (2017)   |
| 12 | Цветково         | посёлок                         | ↘15 (2017)   |

28 декабря 2004 года в связи с отсутствием жителей областным законом № 120-оз был упразднён посёлок Краснополье.